# Amt Walbeck
Das Amt Walbeck war bis 1969 ein Amt im Kreis Geldern in Nordrhein-Westfalen. Es ging aus der Bürgermeisterei Pont und der Bürgermeisterei Walbeck hervor. Sein Gebiet gehört heute zur Stadt Geldern im nordrhein-westfälischen Kreis Kleve.

## Bürgermeistereien Pont und Walbeck
Der Raum Walbeck gehörte bis 1713 zum Herzogtum Geldern und kam dann zu Preußen. Von 1798 bis 1814 stand der linke Niederrhein unter französischer Herrschaft. Während dieser Zeit wurden in Pont und in Walbeck nach französischem Vorbild zwei Mairien eingerichtet, die zum Kanton Geldern im Arrondissement Kleve des Rur-Departements gehörten. Nachdem 1814 der gesamte Niederrhein auf dem Wiener Kongress dem Königreich Preußen zugeschlagen wurde, kam die Gegend 1816 zum neuen Kreis Geldern in der Provinz Jülich-Kleve-Berg, der späteren Rheinprovinz. Aus den Mairien der Franzosenzeit wurden die preußischen Bürgermeistereien Pont und Walbeck.

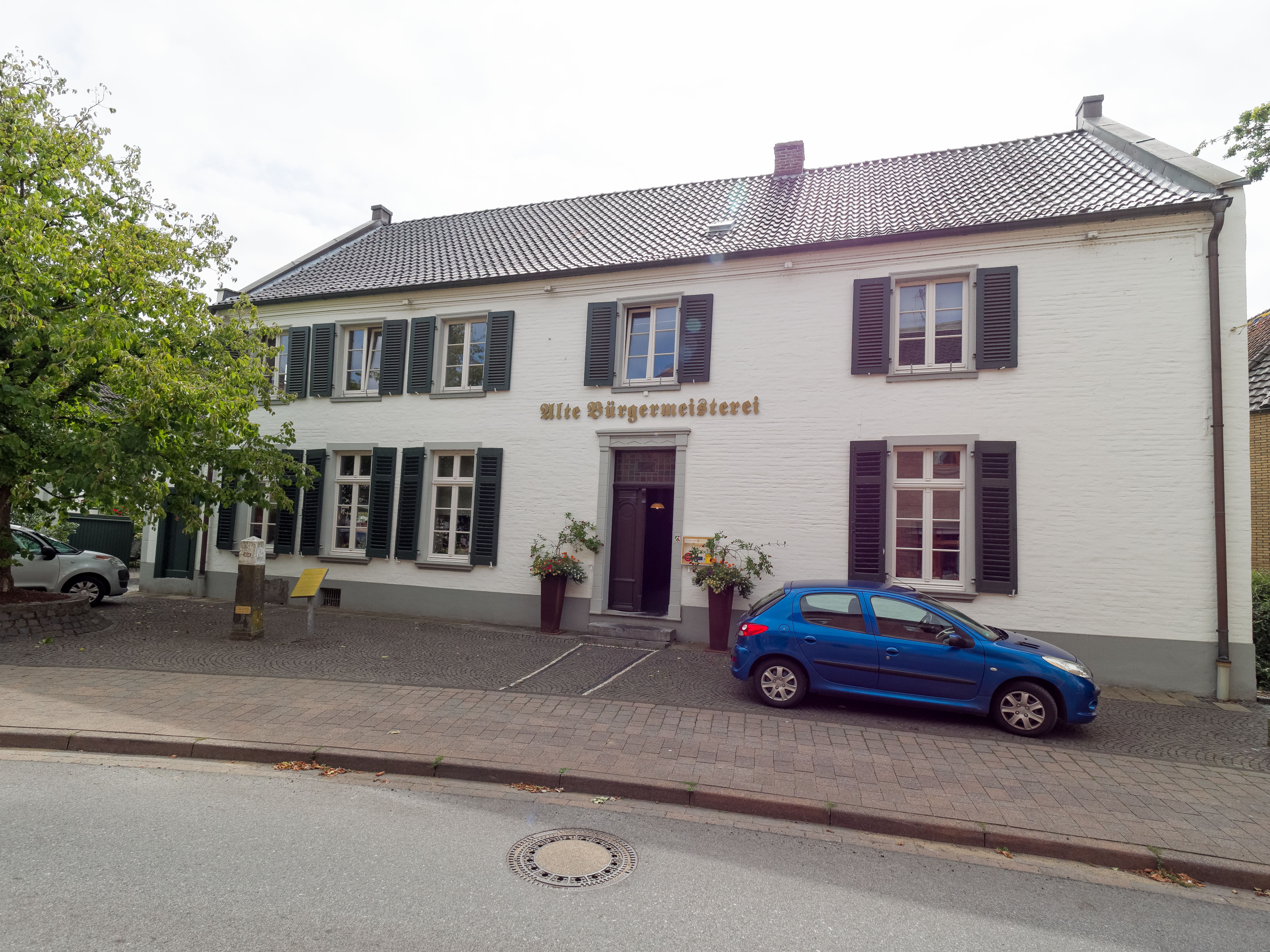
Alte Bürgermeisterei in Walbeck

Die Bürgermeisterei Pont umfasste die beiden Gemeinden Pont und Veert, während zur Bürgermeisterei Walbeck nur die Gemeinde Walbeck gehörte.

## Ämter Pont und Walbeck
Am Ende des Jahres 1927 wurde die Bezeichnung aller rheinischen Landbürgermeistereien in „Amt“ geändert. Die Bürgermeistereien hießen seitdem Amt Pont und Amt Walbeck.
Wie alle preußischen Einzelgemeindeämter wurde das Amt Walbeck am 1. November 1934 aufgehoben. Walbeck war seitdem eine amtsfreie Gemeinde.
1946 wurde das Amt Pont mit Walbeck zum neuen Amt Walbeck zusammengefasst. Am 1. Juli 1969 wurde das Amt Walbeck durch das Gesetz zur Neugliederung des Landkreises Geldern aufgelöst. Pont, Veert und Walbeck wurden in die Stadt Geldern eingegliedert, die seit 1975 zum Kreis Kleve gehört.

## Einwohnerentwicklung
| Jahr | Bm. Pont    | Bm. Walbeck | Quelle |
| ---- | ----------- | ----------- | ------ |
| 1828 | 1401        | 1532        | [ 7 ]  |
| 1871 | 1625        | 2007        | [ 8 ]  |
| 1885 | 1783        | 2068        | [ 9 ]  |
| 1895 | 1768        | 2105        | [ 10 ] |
| 1905 | 2033        | 2280        | [ 11 ] |
| 1910 | 2141        | 2257        | [ 12 ] |
| 1933 | 2199        | 2489        | [ 13 ] |
| 1939 | 2168        | 2492        | [ 13 ] |
|      | Amt Walbeck |             |        |
| 1950 | 5800        | 5800        | [ 14 ] |
| 1961 | 6377        | 6377        | [ 15 ] |

## Bürgermeister
Bis 1863 wurde die Bürgermeisterei Walbeck vom Bürgermeister in Kevelaer verwaltet. Die Walbecker Bürgermeister waren in Personalunion auch immer Bürgermeister der Bürgermeisterei bzw. des Amtes Pont.
- 1863–189800Johann Ludwig Leenen
- 1898–191100Johann Josef Seyen
- 1911–192700Wilhelm Dietzler
- 1927–000000Hans Corsten
- 1934–194500Paul Körschgen
- 1945–195600Reinhard Fleurkens sen.
- 1964–196900Reinhard Fleurkens jun.[17]